# عصام العريان
عصام الدين محمد حسين محمد حسين العريان، الشهير بالدكتور عصام العريان (28 أبريل 1954 ناهيا، مركز إمبابة، محافظة الجيزة - 13 أغسطس 2020)، هو طبيب وسياسي مصري، ونائب سابق بمجلس الشعب المصري مرتين، الأولى من سنة 1987 حتى 1990، والثانية من 11 يناير 2012 حتى 14 يونيو 2012. وعضو مكتب الإرشاد لجماعة الإخوان المسلمين في مصر ورئيس المكتب السياسي فيها. وعضو مجلس إدارة نقابة أطباء مصر منذ عام 1986، والأمين العام المساعد السابق لنقابة أطباء مصر، وأمين صندوق نقابة الأطباء السابق، والمتحدث الرسمي باسم جماعة الإخوان عدة سنوات قبل ثورة 25 يناير وأثنائها. ونائب رئيس حزب الحرية والعدالة منذ تأسيسه في 30 أبريل 2011 حتى 19 أكتوبر 2012. وعضو الجمعية التأسيسية المصرية لكتابة دستور 2012، وأحد أعضاء الفريق الاستشاري لرئيس الجمهورية حينئذ محمد مرسي.
اعتقل عصام العريان أكثر من مرة، فاعتقل ضمن اعتقالات سبتمبر 1981 في عهد محمد أنور السادات، كما اعتقل العريان عدة مرات في عهد حسني مبارك، وحكم عليه بالحبس في محاكمة عسكرية استثنائية لمدة خمس سنوات من يناير 1995 وحتى يناير 2000. واعتقل من 18 مايو 2006 ضمن مظاهرات مناصرة القضاة بالقاهرة حتى 10 ديسمبر 2006. كما اعتقل في يوليو 2007 حتى أكتوبر 2007. أيضًا اعتقل فجر جمعة الغضب يوم 28 يناير 2011. وعقب انقلاب 2013 في مصر اعتقل صباح يوم الأربعاء الموافق 30 أكتوبر 2013 وظل في محسبه في سجن العقرب حتى وفاته في 13 أغسطس 2020 إثر أزمة قلبية عن عمر ناهز الـ 66 عامًا.

## سيرته

### بدايته ودراسته
ولد عصام الدين محمد حسين العريان في عام 1954 في قرية ناهيا، التابعة لمركز إمبابة بمحافظة الجيزة. درس في كلية الطب بجامعة القاهرة (مستشفى القصر العيني)، وتخرج في كلية الطب بجامعة القاهرة وحصل على بكالوريوس الطب والجراحة سنة 1977، وتخصص في أمراض الدم والتحاليل الطبية. ثم حصل فيها على درجة الماجستير في علم الأمراض السريري عام 1986. واهتم العريان بالدراسات الإنسانية ودرس الحقوق والتاريخ جامعة القاهرة، فضلا عن دراسته الشريعة الإسلامية في جامعة الأزهر. فحصل على ليسانس الحقوق من كلية الحقوق بجامعة القاهرة سنة 1992 وحصل على الإجازة العالية في الشريعة الإسلامية من جامعة الأزهر سنة 1999، كما حصل على ليسانس الآداب قسم التاريخ من كلية الآداب بجامعة القاهرة سنة 2000. وحصل على إجازة في التجويد في نفس العام.
عمل عصام العريان طبيبًا، وسجل لنيل درجة الدبلوم في القانون العام من جامعة القاهرة، كما سجل لرسالة الدكتوراة في الطب بجامعة القاهرة، لكن لم يستطع الحصول عليها بسبب اعتقاله المتكرر. تزوج العريان، وله أربعة أبناء وخمسة أحفاد.

### انضمامه للإخوان المسلمين
بدأ نشاطه السياسي في الأنشطة الطلابية للتيار الإسلامي، لاسيما بعد أن سمح محمد أنور السادات بالأنشطة الطلابية السياسية، وكان عضوا مؤسسًا بالجماعة الإسلامية في الجامعات المصرية، والتي كانت مهيمنة على النشاط الطلابي في ذلك الوقت. وأصبح رئيس مجلس شورى الجماعة الإسلامية بجامعة القاهرة، ثم منسّقا لـ«مجلس شورى الجامعات بالاتحاد العام للجمعيات والجماعات الإسلامية» في نهاية السبعينيات. ثم أمينًا لللجنة الثقافية باتحاد طلاب طب القاهرة خلال 1972 - 1977م. كما أصبح مسؤولًا عن اتحاد طلاب جامعة القاهرة.
في سنة 1974 حدث خلاف كبير في صفوف الجماعة الإسلامية، بين رأى يتزعمه عبد المنعم أبو الفتوح وعصام العريان وحلمي الجزار من جامعة القاهرة وإبراهيم الزعفراني وخالد داود من جامعة الإسكندرية، ومحيي الدين عيسى وأبو العلا ماضي من جامعة المنيا، وخيرت الشاطر من جامعة المنصورة، وكان يرى أن تنضم الجماعة الإسلامية بكاملها إلى جماعة الإخوان المسلمين، بينما تحفظ على هذا الرأي مجموعة أخرى، خاصة من جامعة أسيوط، وأعلنوا استمرارهم كمجموعة الصعيد في العمل تحت اسم «الجماعة الإسلامية». وبذلك التحق العريان رسميًا بجماعة الإخوان المسلمين في سنة 1974، وأسهم في تشكيل أول «أسر» إخوانية بمحافظة الجيزة.

### اعتقالات سبتمبر
في سبتمبر 1981 أصدر السادات عدة قرارات أبرزها اعتقال حوالي 1500 شخصية عامة، كان من بينهم قيادات الإخوان المسلمين: عمر التلمساني، وعبد المنعم أبو الفتوح، وعصام العريان، ومحمد عبد القدوس، وكمال السنانيري، وحلمي الجزار، وأبو العلا ماضي. وكانوا من أوائل من فُتحت لهم الزنازين. يقول أبو الفتوح أنّ «سجنهم كان سجنًا حديثًا بناه السادات متأثرًا بالذوق الأمريكي». وظل العريان معتقلا من بداية سبتمبر عام 1981م حتى نهاية أغسطس عام 1982م.

### نشاطه النقابي والاجتماعي
عُرف العريان أيضا بنشاطه النقابي إلى جانب نشاطه السياسي، إذ انتخب عضوا بمجلس إدارة نقابة أطباء مصر منذ عام 1986، وشغل منصب الأمين العام المساعد لنقابة أطباء مصر، وشغل منصب أمين صندوق نقابة الأطباء، كما كان عضوًا مؤسسًا في المؤتمر الإسلامي القومي. وعضو بالمؤتمر القومي العربي، وعضو مؤسس في المنظمة المصرية لحقوق الإنسان. وعضو مشارك في المنظمة العربية لحقوق الإنسان. وقام بتشكيل مؤسسة شعبية بهدف الوقوف إلى جانب شعب فلسطين، تدعى ملتقى التجمعات المهنية لمناصرة القضية الفلسطينية.

### عمله السياسي
تدرج العريان في المناصب القيادية داخل جماعة الإخوان المسلمين في مصر حتى أصبح عضوا بمكتب الإرشاد فيها ومسؤولًا للمكتب السياسي. كما انتخب عضوًا في مجلس الشعب المصري في الفصل التشريعي 1987 - 1990 عن دائرة إمبابة وكان أصغر عضو بمجلس الشعب المصري في تلك الدورة وهو المجلس الذي تم حله قبل استكمال مدته الدستورية. وشغل منصب المتحدث الرسمي للإخوان عدة سنوات قبل ثورة 25 يناير.

### اعتقاله في عهد مبارك
اعتقل العريان عدة مرات في عهد حسني مبارك بسبب نشاطه السياسي والنقابي، فاعتقل في القضية المعروفة بالقضية رقم 1995/8 جنايات عسكرية، حيث قبض على 49 عضواً من قيادات الجماعة في 2 يناير في عام 1995 وذلك عقب اجتماع لمجلس شورى الجماعة بمركزها العام بالتوفيقية، وبعد عدة أشهر حولت المجموعة إلى القضاء العسكري بتهمة إعادة إحياء جماعة محظورة، وحكم عليهِ بالحبس في محاكمة عسكرية استثنائية لمدة خمس سنوات من يناير 1995 وحتى يناير 2000.
كما اعتقل في صباح يوم الخميس الموافق 18 مايو 2006 ضمن مظاهرات مناصرة القضاة بالقاهرة وجدد حبسه لفترات متعددة حتى أُفرِج عنه يوم 10 ديسمبر 2006. أيضًا اعتقل في يوليو 2007 وأفرج عنه في أكتوبر من نفس العام وذلك بعنبر تحقيق المزرعة بسجن طرة.

### ثورة 25 يناير وما بعدها

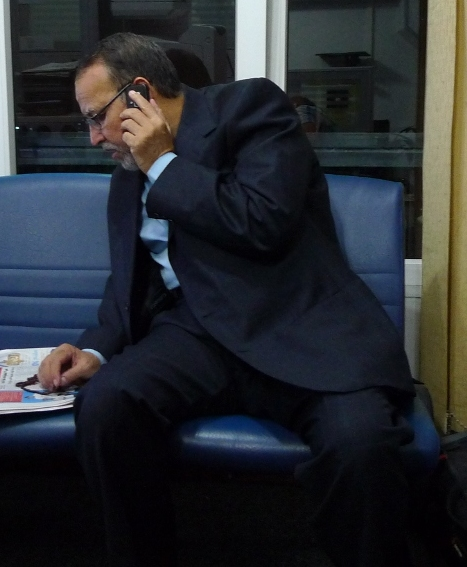
عصام العريان قبل مقابلة مع قناة الجزيرة الإنجليزية 2011

أعلن قبيل 25 يناير مشاركة الإخوان المسلمين مع الجمعية الوطنية للتغيير في مظاهرات أمام دار القضاء العالي يوم 25 يناير 2011. وذكر العريان فيما بعد أنه سجل كلمة تخاطب أعضاء الإخوان المسلمين ليلة 25 يناير 2011 قبل انطلاق التظاهرات الأولى للثورة، يدعوهم للمشاركة في فعاليات تلك التظاهرات، وذهب إلى مقر مكتب الإرشاد يوم الخميس 27 يناير، وقام بالتسجيل مع عدد من وكالات الأنباء لدعوة الناس للنزول إلى الميادين يوم «جمعة الغضب». واجتمع بقيادات الجمعية الوطنية للتغيير، ومحمد البرادعي، ومحمد أبو الغار، وعبد الجليل مصطفى، ومصطفى النجار، وغيرهم، بصحبته سعد الكتاتني. لكنه اعتقل هو وسعد الكتاتني ومحمد مرسي قبيل فاعليات جمعة الغضب يوم 28 يناير 2011. وبعد انسحاب عناصر الشرطة من الشوارع وإحراق بعض أقسام الشرطة والإعلان عن حالات تمرد للمساجين خاصة في السجون، اقتُحم سجن وادي النطرون، وهرب السجناء منه، وكان من بين السجناء فيه: محمد مرسي وعصام العريان وسعد الكتاتني وسعد الحسيني وصبحي صالح وغيرهم.

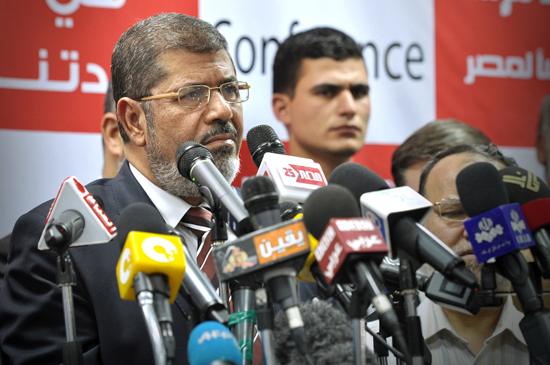
عصام العريان بجانب محمد مرسي في 8 يونيو 2012 قبيل إعلان نتيجة الانتخابات الرئاسية.

بعد ثورة 25 يناير أعلنت الجماعة تأسيس حزب الحرية والعدالة، انتُخب العريان في 30 أبريل 2011 نائب رئيس حزب الحرية والعدالة، والذي ترأسه حينئذٍ محمد مرسي. وانتخب عضواً بمجلس الشعب للمرة الثانية في برلمان 2012، وترأس لجنة العلاقات الخارجية حتى صدور حكم المحكمة الدستورية بحل المجلس في 14 يونيو 2012. وأصبح عضوًا في الجمعية التأسيسية المصرية لكتابة دستور 2012، والتي تشكلت في 13 يونيو 2012 وانتهت من كتابة دستور جمهورية مصر العربية (2012) في 30 نوفمبر 2012.
بعد ترشح محمد مرسي لانتخابات الرئاسة المصرية سنة 2012، أصبح منصب رئيس الحزب شاغرًا، فتنافس العريان مع محمد سعد الكتاتني على انتخابات رئاسة الحزب، وفاز الكتاتني ليكون أول رئيس لحزب الحرية والعدالة في 19 أكتوبر 2012. بعد فوز محمد مرسي بالانتخابات الرئاسية، انضم العريان للفريق الاستشاري لمحمد مرسي. لكنه استقال من هذا المنصب في يناير 2013، قال الدكتور ياسر علي، المتحدث باسم رئاسة الجمهورية، أنه قُبلت استقالة الدكتور عصام العريان من الهيئة الاستشارية للرئيس، لأن هناك صعوبة أن يجمع العريان بين عمله البرلماني واستشارته في الرئاسة.

### ما بعد 3 يوليو 2013
بعد أن أطاح الجيش بالرئيس مرسي في يوليو 2013، هاجم العريان قادة الجيش الذين وصفهم بالانقلابيين، وكان من المشاركين في اعتصام رابعة العدوية، ومن المتحدثين على منصة الاعتصام، وبعد فض اعتصامي رابعة العدوية والنهضة اختفى العريان عن أنظار السلطات الأمنية التي أصدرت قرارًا بمنعه من السفر، وقامت بالبحث عنه لاعتقاله، حتى اعتقل صباح يوم الأربعاء الموافق 30 أكتوبر 2013 في ضاحية القاهرة الجديدة. ودخل في سلسلة من المحاكمات، من بينها قضايا الهروب من سجن وادي النطرون، والتخابر مع حماس والقضية المعروفة باسم مسجد الاستقامة، وقضية اقتحام الحدود الشرقية وأحداث قليوب وقضية أحداث البحر الأعظم. وحكم عليه بالسجن المؤبد مع 10 آخرين في قضية اقتحام الحدود الشرقية، بالإعدام بقضية فُض اعتصام رابعة وقام دفاعه بالطعن على الحكم، كما حُكم عليه نهائيًا بالسجن 20 سنة بأحداث الاتحادية،
على الرغم من وفاته في أغسطس 2020، إلا أن محكمة النقض المصرية أيدت في يونيو 2021، حكم الإعدام في حق عصام العريان و11 شخصا آخرين من بينهم قيادات في جماعة الإخوان المسلمين مثل محمد البلتاجي وصفوت حجازي. كما أيدت محكمة النقض المصرية في 27 نوفمبر 2021، إدراج الراحل عصام العريان على قوائم «الإرهاب» لمدة 5 سنوات.

## وفاته
توفي يوم الخميس 13 أغسطس 2020، إثر أزمة قلبية داهمته في محبسه في سجن العقرب عن عمر ناهز الـ 66 عاما، وكان العريان قد اشتكى من الإهمال الطبي المتعمد في حقه. أبلغت السلطات المصرية عائلة العريان بوفاته الساعة 12 بتوقيت القاهرة، بعد انقطاع التواصل والزيارات بينه وبين أسرته منذ سبتمبر 2019. وقد رفضت السلطات المصرية تسليم جثمان عصام العريان لعائلته وأبلغتها أنها ستدفنه بمعرفتها. ودُفن ليلًا في مقبرة مرشدي الجماعة شرقي القاهرة بمدينة نصر، بحضور 12 شخصًا من أسرته وأقاربه. ووصفت جماعة الإخوان المسلمين بمصر، في بيان لها العريان بأنه «شهيد»، وقالت أنه توفي في ظروف غير إنسانية بمحبسه. ودعت إلى صلاة الغائب عليه عقب صلاة الجمعة من مسجد الفاتح في إسطنبول.

## وصلات خارجية
- تعريف بالدكتور عصام العريان علي قناة اقرأ
- إسقاط تهم الإرهاب عن قادة الإخوان في مصر، برنامج ما وراء الخبر، قناة الجزيرة، 20 ديسمبر 2007م
- تأجيل انتخابات المجالس المحلية في مصر، برنامج ما وراء الخبر، قناة الجزيرة، 13 فبراير 2006
- الإعلامي المصري حمدي قنديل يحاور الدكتور عصام العريان: الجزء الأول على يوتيوب- الجزء الثاني على يوتيوب
- موقع الجزيرة نت يحاور الدكتور عصام العريان: تصالح الأنظمة مع الشعوب والقوى الحية هو الحل، الجزيرة نت، 3 أكتوبر 2004م